# スパイシーパパ
『スパイシーパパ』は、斉藤倫による日本の漫画作品。『別冊マーガレット』（集英社）にて、1996年5月号から1996年10月号まで全6話連載された。単行本は全2巻。2巻には、前後編で描かれた『愛に似たカタチ』が収録されている。

## あらすじ
紅美子(16歳)は、ある日高校から帰ってくると母親の鐘子が10才年下の男性、久喜周平と再婚したことを知らされる。納得ができない紅美子であったが、その日のうちに母親が電信柱に頭をぶつけて死亡してしまう。頼るあてもなく、財産も少なかったため途方に暮れていた紅美子ら3人姉弟であったが、久喜周平が自分達だけで生活できるようになるまでは面倒をみてやる、と言い出してきた。父親として認めていない相手だけに始めは反発をしていた紅美子であったが、次第に恋心を抱くようになっていく。

## 登場人物
日下紅美子（くさかくみこ）
本作の主人公。高校2年生（16歳）。掃除、洗濯、料理などは一切できず、生活力がない。はじめは母親の再婚相手の周平に反発をしていたが、次第に恋心を抱くようになる。
日下鐘子（くさかしょうこ）
紅美子ら姉弟の母親。37歳。「サンデーExpress」というFMラジオ番組の司会者。4年前に旦那を交通事故で亡くす。周平とハワイで挙式を上げ再婚するが、自宅へと帰ってきたその日に、電信柱に頭をぶつけて死亡してしまう。
日下勇太（くさかゆうた）
鐘子の長男で、紅美子の弟。小学6年生。中学受験を控えている。村田学習塾に通っており、そこの五月先生のことが好き。
日下愛奈（くさかまな）
鐘子の次女で、紅美子や勇太の妹。3歳（劇中で4歳になる）。食あたりで病院に運ばれたことがある。
久喜周平（くきしゅうへい）
鐘子の再婚相手。27歳。株式会社クリアに勤め、企画開発部所属。子ども嫌いだが、1日だけとはいえ父親となった関係で紅美子らの生活を助ける。紅美子とは折り合いが悪かったが、最終的に恋仲になる。
朝見（あさみ）
紅美子の同級生。紅美子に恋心を抱いている。誕生日は3月8日。バスケ部。

## 書誌情報
- 斉藤倫『スパイシーパパ』集英社〈マーガレットコミックス〉 全2巻
  1. 1996年10月30日発売、ISBN 4-08-848565-3
  2. 1997年5月28日発売、ISBN 4-08-848654-4